# Malvern (Pennsylvanie)
Pour les articles homonymes, voir Malvern.
Malvern est un borough du comté de Chester en Pennsylvanie, aux États-Unis.